# Misery (Franciaország)
Misery korábbi község Franciaországban, Somme megyében. Lakosainak száma 133 fő (2018. január 1.). Misery Fresnes-Mazancourt, Licourt, Marchélepot, Saint-Christ-Briost és Villers-Carbonnel községekkel határos.
2019. január 1-jén Marchélepot korábbi községgel egyesült és az így létrejött Marchélepot-Misery új község része lett.

## Népesség
A település népességének változása:
| Lakosok száma | 135  | 128  | 131  | 131  | 133  |
|               | 2013 | 2015 | 2016 | 2017 | 2018 |